# Ersin Mehmedović
Ersin Mehmedović (Novi Pazar, 10 maggio 1981) è un ex calciatore serbo, di ruolo difensore.

## Palmarès

### Club

#### Competizioni nazionali
- Campionato rumeno: 1

Unirea Urziceni: 2008-2009